# Il diavolo va in collegio
Il diavolo va in collegio è un film del 1943 diretto da Jean Boyer.

## Trama
Graziella, giovane ereditiera, viene mandata in collegio dalla famiglia a causa della sua esuberante vitalità.
La ragazza inizialmente si dimostra docile e studiosa e non appena ottiene la fiducia del corpo insegnanti ricomincia a organizzare scherzi a loro spese. 
Lorenzo, il giovane professore di solfeggio si dimostra molto duro nei suoi confronti ma quando la ragazza scopre che sta organizzando una rivista che vede protagonista una ballerina con la quale ha una relazione. 
Graziella si presenta alla prima assieme alle ragazze del collegio con l'intenzione di far fallire la prima. Il primo atto finisce tra i fischi del pubblico ma Graziella è ormai pentita del suo gesto e pur di aiutare Lorenzo decide di sostituire la ballerina che ha abbandonato il teatro.
Lo spettacolo ottiene un grande successo tanto che i due giovani decidono di sposarsi.